# HMS Enterprise (D52)
L'HMS Enterprise (Pennant number D52), dodicesima nave da guerra della Royal Navy britannica a portare questo nome, è stato un incrociatore leggero classe Emerald. Venne costruito nei cantieri della John Brown Shipbuilding & Engineering Company Ltd., impostato il 28 giugno 1918, varato il 23 dicembre 1919 ed entrò in servizio il 7 aprile 1926.

## Servizio

### Anni 30
La Enterprise servì con il Quarto Squadrone incrociatori nelle Indie Orientali fino al 1934, venendo temporaneamente impiegata in Cina nel 1927. Al suo ritorno in patria subì dei lavori di riparazione e un importante riaddobbo. Tornò quindi nelle Indie Orientali nel gennaio 1936, venendo poi sostituita dalla Manchester alla fine del 1937. Nell'anno successivo venne impiegata per trasportare truppe ed equipaggi in Cina ed il 30 settembre 1938 venne trasferita in riserva.

### Seconda guerra mondiale

#### Fasi iniziali
All'inizio della seconda guerra mondiale, nell'ottobre 1939, tornò in servizio attivo e venne assegnata ai pattugliamenti atlantici con il 4º Squadrone incrociatori. In seguito venne assegnata allo Squadrone del Nord America e delle Indie Occidentali, venendo impiegata nella scorta ai convogli oceanici con la "Halifax escort force" fino all'inizio del 1940. Sempre nell'ottobre 1939 trasferì in Canada 10 milioni di sterline in lingotti d'oro.
Nell'aprile seguente venne trasferita presso la Home Fleet per partecipare alla campagna di Norvegia. Tra aprile e maggio appoggiò le truppe a terra con bombardamenti attorno a Narvik e il 19 aprile venne attaccata senza successo dall'U-65. Dopo alcune riparazioni venne assegnata alla neonata Forza H nel Mediterraneo partecipando in luglio ai negoziati con la marina francese riguardo al futuro della flotta francese in seguito alla resa. In seguito alla fine dei negoziati partecipò alla distruzione della flotta francese a Mers-el-Kébir. Nello stesso mese partecipò anche ad una missione di trasporto di aerei verso le basi di Malta, Operazione Hurry: in particolare, le fu affidata la diversiva Operazione Spark, che avrebbe dovuto distrarre gli italiani segnalando un’imbarcazione sospetta al largo di Minorca (in realtà era l'Enterprise che trasmetteva messaggi con false posizioni, oltre che lampeggiare con i proiettori. L’Operazione Spark fu ritenuta un successo.

#### Atlantico meridionale e Oceano Indiano
Con la riorganizzazione della Forza H venne trasferita a Città del Capo, diventando in seguito ammiraglia per le operazioni in Sud America, con compiti di difesa ai mercantili e caccia alle corsare tedesche. Nel mese di dicembre partecipò quindi insieme alla Cumberland alla caccia infruttuosa all'incrociatore ausiliario Thor che aveva precedentemente affondato la Caernarvon Castle.
All'inizio del 1941 venne trasferita nell'Oceano Indiano dove partecipò alla caccia alla Admiral Scheer insieme ad una forza di navi britanniche e della Royal Australian Navy, tra cui la portaerei Hermes. Dopo aver avuto compiti di pattuglia nella zona venne distaccata a Bassora dopo lo scoppio della rivolta filotedesca di Rashid Ali al-Kaylani, inizio della guerra Anglo Irachena. Dopo la vittoria delle truppe britanniche in maggio, la nave tornò ai precedenti compiti di scorta nell'Oceano Indiano.
Nel mese di novembre rimase a Colombo per riparazioni, tornando in servizio proprio nei giorni dell'ingresso in guerra del Giappone nei primi giorni di dicembre. Scortò quindi convogli di truppe diretti a Singapore, Rangoon e Burma, unendosi poi alla Eastern Fleet al comando dell'Ammiraglio James Somerville e prendendo parte alla protezione dei convogli per i mesi successivi. Il 6 aprile 1942 insieme ai cacciatorpediniere Paladin e Panther recuperò parte dei 1.122 sopravvissuti degli incrociatori Cornwall e Dorsetshire, affondati da un attacco aereo nipponico nel cosiddetto Raid della domenica di Pasqua, inquadrato nella più ampia incursione giapponese nell'Oceano Indiano, che aveva l'obiettivo di attaccare la flotta britannica e le basi a Ceylon. Nei giorni successivi la nave partecipò a una infruttuosa missione di ricerca delle navi nemiche, quando i comandi britannici ritenevano possibile una invasione in grande stile dell'isola.

#### Con laHome Fleet
Il 25 dicembre 1942 tornò in patria, dopo essere passata per Città del Capo, per essere sottoposta ad un importante ciclo di lavori di modernizzazione nei cantieri del Clyde, durati fino all'ottobre 1943. Negli ultimi giorni di dicembre operò insieme agli incrociatori Gambia e Glasgow nell'operazione Stonewall, il blocco dei porti francesi controllati dalla Kriegsmarine. Il 28 dicembre, nel corso della battaglia del Golfo di Biscaglia, intercettò una forza di 11 cacciatorpediniere e torpediniere tedesche, affondando la torpediniera T26, mentre le altre navi distrussero la T25 e la Z27. Tra il 3 e il 29 febbraio rimase a Devonport per lavori, venendo successivamente attrezzata, tra il 27 ed il 31 marzo con un dispositivo di disturbo dei missili.
In maggio venne assegnata alla Forza di bombardamento A insieme alla USS Nevada e agli incrociatori Hawkins, Black Prince, USS Tuscaloosa e USS Quicy, oltre al monitore Erebus e allo sloop Soemba della Koninklijke Marine. Il suo sottogruppo venne denominato Forza d'assalto U, (riferendosi a Utah Beach, del quale divenne ammiraglia.
In preparazione allo sbarco in Normandia del 6 giugno 1944 bombardò insieme alle navi del suo gruppo St. Martin de Vassville, impegnando in seguito le difese costiere di Cherbourg. Nell'azione vennero feriti il Capitano ed il Primo ufficiale e la nave venne condotta indietro dal terzo ufficiale. Venti giorni dopo partecipò al bombardamento di Querqueville, distruggendo i cannoni posti a difesa del porto. Durante le operazioni legate allo sbarco in Normandia la Enterprise sparò circa 9.000 colpi con i suoi pezzi da 152,4 mm.
In luglio venne impiegata al largo della costa francese in appoggio alle operazioni di terra e per due giorni dal 17 luglio appoggiò con il fuoco d'artiglieria un attacco britannico nei pressi di Caen, insieme alla Mauritius e alla Roberts. In settembre operò con un compito simile al largo delle coste olandesi, senza però supportare le forze di terra con azioni di bombardamento.
In ottobre, in seguito allo sfumare di un possibile trasferimento alla Royal Canadian Navy, venne ritirata dal servizio attivo e trasferita in riserva a Rosyth.

### Nel dopoguerra
Dal mese di maggio 1945 venne impiegata come trasporto truppe per i soldati di ritorno in patria dai teatri dell'Asia e dell'Africa. Il 13 gennaio 1946, tornò quindi nel Regno Unito per l'ultima volta. Venne venduta alla BISCO per essere demolita l'11 aprile e giunse a Newport il 21 aprile per l'inizio dei lavori presso i cantieri JH Cashmore.

## Modifiche all'armamento
Durante il suo servizio la Enterprise vide più volte modificato il suo armamento di bordo. A seguire uno schema delle modifiche ricevute dopo il suo primo raddobbo.
| Anni                      | Armamento |
| ------------------------- | --- |
| Agosto 1939 - Agosto 1942 | 7 × 152,4 mm singoli 2 mitragliatrici da 12,7 mm quadruple 4 × 47 mm singoli 2 × 533 mm tubi lanciasiluri quadrupli                                    |
| Aprile 1943 - Aprile 1944 | 5 × 152,4 mm singoli 2 × 40 mm Vickers-Armstrong QF 2 lb quadrupli 4 × 47 mm singoli 6 × 20 mm doppi automatici 2 × 533 mm tubi lanciasiluri quadrupli |
| Aprile 1944 - 1945        | 5 × 152,4 mm singoli 2 × 40 mm Pom Pom quadrupli 4 × 47 mm singoli 6 × 20 mm doppi automatici 2 × 533 mm tubi lanciasiluri quadrupli 6 × 20 mm singoli |